# 8ª edizione dei Satellite Awards
L'ottava edizione dei Satellite Award si è tenuta il 21 febbraio 2004.

## Cinema

### Miglior film drammatico
- In America - Il sogno che non c'era (In America), regia di Jim Sheridan
- Master & Commander - Sfida ai confini del mare (Master and Commander: The Far Side of the World), regia di Peter Weir
- Mystic River, regia di Clint Eastwood
- La ragazza delle balene (Te kaieke tohora), regia di Niki Caro
- Il Signore degli Anelli - Il ritorno del re (The Lord of the Rings: The Return of the King), regia di Peter Jackson
- Thirteen - 13 anni (Thirteen), regia di Catherine Hardwicke
- L'ultimo samurai (The Last Samurai), regia di Edward Zwick

### Miglior film commedia o musicale
- Lost in Translation - L'amore tradotto (Lost in Translation), regia di Sofia Coppola
- American Splendor, regia di Shari Springer Berman e Robert Pulcini
- Babbo bastardo (Bad Santa), regia di Terry Zwigoff
- La maledizione della prima luna (Pirates of the Caribbean: The Curse of the Black Pearl), regia di Gore Verbinski
- A Mighty Wind - Amici per la musica (A Mighty Wind), regia di Christopher Guest
- Sognando Beckham (Bend It Like Beckham), regia di Gurinder Chadha

### Miglior film straniero
- City of God (Cidade de Deus), regia di Fernando Meirelles e Kátia Lund • Brasile
- Gloomy Sunday (Gloomy Sunday - Ein Lied von Liebe und Tod), regia di Rolf Schübel • Germania
- Le invasioni barbariche (Les invasions barbares), regia di Denys Arcand • Canada
- Monsieur Ibrahim e i fiori del Corano (Monsieur Ibrahim et les fleurs du Coran), regia di François Dupeyron • Francia
- Osama, regia di Siddiq Barmak • Afghanistan/Iran
- Primavera, estate, autunno, inverno... e ancora primavera (Bom yeoreum gaeul gyeoul geurigo bom), regia di Kim Ki-duk • Corea del Sud

### Miglior film d'animazione o a tecnica mista
- Appuntamento a Belleville (Les triplettes de Belleville), regia di Sylvain Chomet
- Alla ricerca di Nemo (Finding Nemo), regia di Andrew Stanton e Lee Unkrich
- Koda, fratello orso (Brother Bear), regia di Aaron Blaise e Robert Walker
- Looney Tunes: Back in Action, regia di Joe Dante
- Millennium Actress (Sennen joyû), regia di Satoshi Kon
- Sinbad - La leggenda dei sette mari (Sinbad: Legend of the Seven Seas), regia di Patrick Gilmore e Tim Johnson

### Miglior film documentario
- Amandla!: A Revolution in Four-Part Harmony, regia di Lee Hirsch
- The Fog of War - La guerra secondo Robert McNamara (The Fog of War: Eleven Lessons from the Life of Robert S. McNamara), regia di Errol Morris
- Lost in La Mancha, regia di Keith Fulton e Louis Pepe
- My Flesh and Blood, regia di Jonathan Karsh
- Stevie, regia di Steve James
- Una storia americana - Capturing the Friedmans (Capturing the Friedmans), regia di Andrew Jarecki

### Miglior regista
- Jim Sheridan – In America - Il sogno che non c'era (In America)
- Niki Caro – La ragazza delle balene (Te kaieke tohora)
- Sofia Coppola – Lost in Translation - L'amore tradotto (Lost in Translation)
- Clint Eastwood – Mystic River
- Catherine Hardwicke – Thirteen - 13 anni (Thirteen)
- Shari Springer Berman e Robert Pulcini – American Splendor

### Miglior attore in un film drammatico
- Sean Penn – 21 grammi (21 Grams) e Mystic River
- Hayden Christensen – L'inventore di favole (Shattered Glass)
- Paddy Considine – In America - Il sogno che non c'era (In America)
- Tom Cruise – L'ultimo samurai (The Last Samurai)
- Jude Law – Ritorno a Cold Mountain (Cold Mountain)
- William H. Macy – The Cooler

### Miglior attrice in un film drammatico
- Charlize Theron – Monster
- Toni Collette – Japanese Story
- Jennifer Connelly – La casa di sabbia e nebbia (House of Sand and Fog)
- Samantha Morton – In America - Il sogno che non c'era (In America)
- Nikki Reed – Thirteen - 13 anni (Thirteen)
- Naomi Watts – 21 grammi (21 Grams)
- Evan Rachel Wood – Thirteen - 13 anni (Thirteen)

### Miglior attore in un film commedia o musicale
- Bill Murray – Lost in Translation - L'amore tradotto (Lost In Translation)
- Jack Black – School of Rock (The School of Rock)
- Johnny Depp – La maledizione della prima luna (Pirates of the Caribbean: The Curse of the Black Pearl)
- Robert Downey Jr. – The Singing Detective
- Paul Giamatti – American Splendor
- Billy Bob Thornton – Babbo bastardo (Bad Santa)

### Miglior attrice in un film commedia o musicale
- Diane Keaton – Tutto può succedere - Something's Gotta Give (Something's Gotta Give)
- Jamie Lee Curtis – Quel pazzo venerdì (Freaky Friday)
- Hope Davis – American Splendor
- Katie Holmes – Schegge di April (Pieces of April)
- Diane Lane – Sotto il sole della Toscana (Under the Tuscan Sun)
- Helen Mirren – Calendar Girls

### Miglior attore non protagonista in un film drammatico
- Djimon Hounsou – In America - Il sogno che non c'era (In America)
- Alec Baldwin – The Cooler
- Jeff Bridges – Seabiscuit - Un mito senza tempo (Seabiscuit)
- Benicio del Toro – 21 grammi (21 Grams)
- Omar Sharif – Monsieur Ibrahim e i fiori del Corano (Monsieur Ibrahim et les fleurs du Coran)
- Ken Watanabe – L'ultimo samurai (The Last Samurai)

### Miglior attrice non protagonista in un film drammatico
- Maria Bello – The Cooler
- Emma Bolger – In America - Il sogno che non c'era (In America)
- Annette Bening – Terra di confine - Open Range (Open Range)
- Patricia Clarkson – Station Agent (The Station Agent)
- Marcia Gay Harden – Mystic River
- Holly Hunter – Thirteen - 13 anni (Thirteen)

### Miglior attore non protagonista in un film commedia o musicale
- Eugene Levy – A Mighty Wind - Amici per la musica (A Mighty Wind)
- Johnny Depp – C'era una volta in Messico (Once Upon a Time in Mexico)
- Bill Nighy – Love Actually - L'amore davvero (Love Actually)
- Sam Rockwell – Il genio della truffa (Matchstick Men)
- Geoffrey Rush – La maledizione della prima luna (Pirates of the Caribbean: The Curse of the Black Pearl)
- Thomas Brodie-Sangster – Love Actually - L'amore davvero (Love Actually)

### Miglior attrice non protagonista in un film commedia o musicale
- Patricia Clarkson – Schegge di April (Pieces of April)
- Scarlett Johansson – Lost in Translation - L'amore tradotto (Lost in Translation)
- Shaheen Khan – Sognando Beckham (Bend It Like Beckham)
- Catherine O'Hara – A Mighty Wind - Amici per la musica (A Mighty Wind)
- Emma Thompson – Love Actually - L'amore davvero (Love Actually)
- Julie Walters – Calendar Girls

### Miglior sceneggiatura originale
- Sofia Coppola – Lost in Translation - L'amore tradotto (Lost in Translation)
- Guillermo Arriaga – 21 grammi (21 Grams)
- Frank Hannah e Wayne Kramer – The Cooler
- Catherine Hardwicke e Nikki Reed – Thirteen - 13 anni (Thirteen)
- Tom McCarthy – Station Agent (The Station Agent)
- Quentin Tarantino e Uma Thurman – Kill Bill: Volume 1 (Kill Bill: Vol. 1)

### Miglior sceneggiatura non originale
- Brian Helgeland – Mystic River
- Niki Caro – La ragazza delle balene (Te kaieke tohora)
- Anthony Minghella – Ritorno a Cold Mountain (Cold Mountain)
- Billy Ray – L'inventore di favole (Shattered Glass)
- Gary Ross – Seabiscuit - Un mito senza tempo (Seabiscuit)
- Shari Springer Berman e Robert Pulcini – American Splendor

### Miglior montaggio
- Victor Du Bois e Steven Rosenblum – L'ultimo samurai (The Last Samurai)
- Lisa Zeno Churgin – La casa di sabbia e nebbia (House of Sand and Fog)
- Joel Cox – Mystic River
- William Goldenberg – Seabiscuit - Un mito senza tempo (Seabiscuit)
- Jamie Selkirk – Il Signore degli Anelli - Il ritorno del re (The Lord of the Rings: The Return of the King)
- Lee Smith – Master & Commander - Sfida ai confini del mare (Master and Commander: The Far Side of the World)

### Miglior fotografia
- John Toll – L'ultimo samurai (The Last Samurai)
- Russell Boyd e Sandi Sissel – Master & Commander - Sfida ai confini del mare (Master and Commander: The Far Side of the World)
- Andrew Lesnie – Il Signore degli Anelli - Il ritorno del re (The Lord of the Rings: The Return of the King)
- John Schwartzman – Seabiscuit - Un mito senza tempo (Seabiscuit)
- Eduardo Serra – La ragazza con l'orecchino di perla (Girl with a Pearl Earring)
- Tom Stern – Mystic River

### Miglior scenografia
- Grant Major, Dan Hennah e Alan Lee – Il Signore degli Anelli - Il ritorno del re (The Lord of the Rings: The Return of the King)
- Lilly Kilvert e Gretchen Rau – L'ultimo samurai (The Last Samurai)
- Jeannine Oppewall e Leslie A. Pope – Seabiscuit - Un mito senza tempo (Seabiscuit)
- Grant Major e Grace Mok – La ragazza delle balene (Te kaieke tohora)
- William Sandell e Robert Gould – Master & Commander - Sfida ai confini del mare (Master and Commander: The Far Side of the World)
- Yōhei Taneda, David Wasco e Sandy Reynolds-Wasco – Kill Bill: Volume 1 (Kill Bill: Vol. 1)

### Migliori costumi
- Ngila Dickson – L'ultimo samurai (The Last Samurai)
- Ngila Dickson e Richard Taylor – Il Signore degli Anelli - Il ritorno del re (The Lord of the Rings: The Return of the King)
- Susan Kaufmann – The Company
- Judianna Makovsky – Seabiscuit - Un mito senza tempo (Seabiscuit)
- Penny Rose – La maledizione della prima luna (Pirates of the Caribbean: The Curse of the Black Pearl)
- Wendy Stites – Master & Commander - Sfida ai confini del mare (Master and Commander: The Far Side of the World)

### Miglior colonna sonora
- Hans Zimmer – L'ultimo samurai (The Last Samurai)
- Stephen Trask – Diventeranno famosi (Camp)
- James Horner – The Missing
- Randy Newman – Seabiscuit - Un mito senza tempo (Seabiscuit)
- Thomas Newman – Alla ricerca di Nemo (Finding Nemo)
- Howard Shore – Il Signore degli Anelli - Il ritorno del re (The Lord of the Rings: The Return of the King)
- Gabriel Yared – Ritorno a Cold Mountain (Cold Mountain)

### Miglior canzone originale
- Siente mi amor (Salma Hayek ), testo e musica di Robert Rodriguez – C'era una volta in Messico (Once Upon a Time in Mexico)
- Cross the Green Mountain (Bob Dylan), testo e musica di Bob Dylan – Gods and Generals
- Great Spirits (Tina Turner), testo e musica di Phil Collins – Koda, fratello orso (Brother Bear)
- The Heart of Every Girl (Elton John), testo e musica di Elton John – Mona Lisa Smile
- A Kiss at the End of the Rainbow (Eugene Levy e Catherine O'Hara), testo e musica di Michael McKean e Annette O'Toole – A Mighty Wind - Amici per la musica (A Mighty Wind)
- How Shall I See You Through My Tears (Sasha Allen, Steven Cutts e The Company), testo e musica di Bob Telson e Lee Breuer – Diventeranno famosi (Camp)

### Miglior suono
- Richard King, Paul Massey, Doug Hemphill, Art Rochester – Master & Commander - Sfida ai confini del mare (Master and Commander: The Far Side of the World)
- David Farmer, Ethan Van der Ryn, Mike Hopkins – Il Signore degli Anelli - Il ritorno del re (The Lord of the Rings: The Return of the King)
- Andy Nelson, Anna Behlmer, Tod A. Maitland – Seabiscuit - Un mito senza tempo (Seabiscuit)
- Alan Robert Murray, Bub Asman, Michael Semanick, Christopher Boyes, Gary Summers – Mystic River
- Mark P. Stoeckinger – L'ultimo samurai (The Last Samurai)
- Mark Ulano, Michael Minkler, Myron Nettinga, Wylie Stateman – Kill Bill: Volume 1 (Kill Bill: Vol. 1)

### Migliori effetti visivi
- Stefen Fangmeier, Nathan McGuinness, Robert Stromberg, Daniel Sudick – Master & Commander - Sfida ai confini del mare (Master and Commander: The Far Side of the World)
- Howard Berger, Greg Nicotero – Kill Bill: Volume 1 (Kill Bill: Vol. 1)
- Pablo Helman, Danny Gordon Taylor, Allen Hall, John Rosengrant – Terminator 3 - Le macchine ribelli (Terminator 3: Rise of the Machines)
- John Knoll – La maledizione della prima luna (Pirates of the Caribbean: The Curse of the Black Pearl)
- Jeffrey A. Okun – L'ultimo samurai (The Last Samurai)
- Jim Rygiel, Joe Letteri, Randall William Cook, Alex Funke – Il Signore degli Anelli - Il ritorno del re (The Lord of the Rings: The Return of the King)

## Televisione

### Miglior serie drammatica
- The Shield
- Boomtown
- Carnivàle
- Law & Order - Unità vittime speciali (Law & Order: Special Victims Unit)
- Nip/Tuck
- Six Feet Under

### Miglior serie commedia o musicale
- Arrested Development - Ti presento i miei (Arrested Development)
- Da Ali G Show
- The Bernie Mac Show
- Curb Your Enthusiasm
- Kid Notorious
- Sex and the City

### Miglior miniserie
- Angels in America, regia di Mike Nichols
- I figli di Dune (Children of Dune), regia di Greg Yaitanes
- Helen of Troy - Il destino di un amore, regia di John Kent Harrison
- Hornblower: Loyalty, regia di Andrew Grieve
- Out of Order, regia di Henry Bromell, Tim Hunter, Roger Kumble e Wayne Powers
- Zivago (Doctor Zhivago), regia di Giacomo Campiotti

### Miglior film per la televisione
- Rudy: The Rudy Giuliani Story, regia di Robert Dornhelm
- La mia casa in Umbria (My House in Umbria), regia di Richard Loncraine
- Normal, regia di Jane Anderson
- Our Town, regia di James Naughton
- Pancho Villa, la leggenda (And Starring Pancho Villa as Himself), regia di Bruce Beresford
- Soldier's Girl, regia di Frank Pierson

### Miglior attore in una serie drammatica
- Michael Chiklis – The Shield
- David Boreanaz – Angel
- Anthony LaPaglia – Senza traccia (Without a Trace)
- Julian McMahon – Nip/Tuck
- David Paymer – Line of Fire
- Nick Stahl – Carnivàle

### Miglior attrice in una serie drammatica
- CCH Pounder – The Shield
- Jennifer Garner – Alias
- Amy Madigan – Carnivàle
- Ellen Muth – Dead Like Me
- Joely Richardson – Nip/Tuck
- Amber Tamblyn – Joan of Arcadia

### Miglior attore in una serie commedia o musicale
- Bernie Mac – The Bernie Mac Show
- Sacha Baron Cohen – Da Ali G Show
- Bryan Cranston – Malcolm (Malcolm in the Middle)
- Larry David – Curb Your Enthusiasm
- Eric McCormack – Will & Grace
- Tony Shalhoub – Detective Monk (Monk)

### Miglior attrice in una serie commedia o musicale
- Jane Kaczmarek – Malcolm (Malcolm in the Middle)
- Lauren Graham – Una mamma per amica (Gilmore Girls)
- Bonnie Hunt – Una mamma quasi perfetta (Life with Bonnie)
- Debra Messing – Will & Grace
- Alicia Silverstone – Miss Match
- Wanda Sykes – Wanda at Large

### Miglior attore in una miniserie o film per la televisione
- James Woods – Rudy: The Rudy Giuliani Story
- Robert Carlyle – Il giovane Hitler (Hitler: The Rise of Evil)
- Troy Garity – Soldier's Girl
- Lee Pace – Soldier's Girl
- Al Pacino – Angels in America
- Tom Wilkinson – Normal

### Miglior attrice in una miniserie o film per la televisione
- Meryl Streep – Angels in America
- Felicity Huffman – Out of Order
- Jessica Lange – Normal
- Helen Mirren – La primavera romana della signora Stone (The Roman Spring of Mrs. Stone)
- Maggie Smith – La mia casa in Umbria (My House in Umbria)
- Mary Tyler Moore – Blessings

### Miglior attore non protagonista in una serie drammatica
- Neal McDonough – Boomtown
- Andy Hallett – Angel
- Hill Harper – The Handler
- Anthony Heald – Boston Public
- Michael Rosenbaum – Smallville
- Gregory Smith – Everwood

### Miglior attrice non protagonista in una serie drammatica
- Mary Steenburgen – Joan of Arcadia
- Amy Acker – Angel
- Adrienne Barbeau – Carnivàle
- Loretta Devine – Boston Public
- Lena Olin – Alias
- Gina Torres – Angel

### Miglior attore non protagonista in una serie commedia o musicale
- Jeffrey Tambor – Arrested Development - Ti presento i miei (Arrested Development)
- David Cross – Arrested Development - Ti presento i miei (Arrested Development)
- David Alan Grier – Una mamma quasi perfetta (Life with Bonnie)
- Sean Hayes – Will & Grace
- Matt LeBlanc – Friends
- David Hyde Pierce – Frasier

### Miglior attrice non protagonista in una serie commedia o musicale
- Jessica Walter – Arrested Development - Ti presento i miei (Arrested Development)
- Kelly Bishop – Una mamma per amica (Gilmore Girls)
- Kim Cattrall – Sex and the City
- Portia de Rossi – Arrested Development - Ti presento i miei (Arrested Development)
- Jane Leeves – Frasier
- Christa Miller – Scrubs - Medici ai primi ferri (Scrubs)

### Miglior attore non protagonista in una miniserie o film per la televisione
- Justin Kirk – Angels in America
- Eion Bailey – Pancho Villa, la leggenda (And Starring Pancho Villa as Himself)
- Chris Cooper – La mia casa in Umbria (My House in Umbria)
- Shawn Hatosy – Soldier's Girl
- Patrick Wilson – Angels in America
- Jeffrey Wright – Angels in America

### Miglior attrice non protagonista in una miniserie o film per la televisione
- Justine Bateman – Out of Order
- Jayne Atkinson – Our Town
- Anne Bancroft – La primavera romana della signora Stone (The Roman Spring of Mrs. Stone)
- Jane Curtin – Our Town
- Mary-Louise Parker – Angels in America
- Emma Thompson – Angels in America

## Altri premi

### Miglior talento emergente
- Peter Dinklage – Station Agent (The Station Agent)

### Mary Pickford Award
- Arnon Milchan

### Nicola Tesla Award
- James Cameron